# 審議拒否
審議拒否（しんぎきょひ）は、政党またはその所属議員が、委員会を含めた議会での審議に参加するのを拒むことを指す。審議放棄（しんぎほうき）ともよばれる。伝統的には、与党に対抗するために野党が議事妨害戦術のひとつとして用いていることが多い。

## 日本
1960年代まで日本の国会では、一党優位の状態にあった与党自民党に対抗して政策決定に影響力を持つための手段として、野党が議場占拠など物理的に審議を妨害する手段をとった。しかし、特に安保闘争時の混乱により「乱闘国会」と呼ばれるなどして世論に国会不信が生まれたため、与野党間での申し合わせが結ばれ、野党は議場占拠などの物理的抵抗をせず、自民党は単独審議や単独採決を行わないことになった。1970年代以降、野党はその代わりに審議拒否を主たる対抗手段として使うようになった。1993年細川内閣の佐川急便借入金問題が発生した際、及び2009年から2012年に自民党が下野した際には、逆に野党となった自民党が審議拒否を行ったこともある。
野党は審議拒否を行うと、国会を空転・空回しさせた、国会をさぼったなどと批判され、与党は審議拒否が行われている際に審議を行うと、強行であると批判を受けることがある。度を越した審議拒否は世論の離反を招くため、野党側にも自制は働く。
通常、審議拒否は野党の議事妨害戦術として行われるが、与党が野党の追及を恐れて委員会などの審議要求に応じない戦術や、国会を打ち切るといった戦術も、「与党による審議拒否」として、マスコミや野党から批判されることがある。田中信一郎は2019年には与党が予算委員会の開催について、野党の要求を拒否した事例（なお、既に当初予算は成立しているが、予算委員会は当初予算成立後も、補正予算に関する議論や、慣例的に、予算の執行に関係するという名目での任意の質問・議論を行うために開催される。）もみられているとして、与党も様々な形で「審議拒否」を行っているが、野党の審議拒否に比べて、「与党の審議拒否」は有権者に分かりづらいと指摘している。

## 意見
2013年参議院の「国の統治機構に関する調査会」で高安健将は、参議院で「執政権力を不安定化させる問責決議や審議拒否」が問題となっており、「参議院と首相・内閣・衆議院の間で調整、譲歩」することが望ましいと示唆した。
2007年に天木直人はブログで、日本の野党がもし「審議拒否を貫く」のであれば「立派な国会戦術」であり日本の国民の支持は得られると示唆した。
2018年に岩井奉信は、議事妨害の手法はアメリカなど他国にも見られると述べたが、審議拒否は日本以外の先進国では見られないという。また、各国では議会会期が一年以上あるのに対して日本では会期が短い（常会で150日）ことが、審議時間確保の攻防が国会戦術の大部分を占めることの要因であるという。